# Éric Laugérias
Éric Laugérias, né le 5 mai 1963 à Cognac, en Charente, est un acteur, scénariste, réalisateur et metteur en scène français. Il est également animateur, chroniqueur et producteur d'émissions de radio ou de télévision.

## Biographie
Éric Laugérias fréquente le lycée Saint-Paul d'Angoulême en section littéraire et obtient son bac A avec mention en 1981. Reçu à Science-Po Bordeaux, il passe un an à l'IEP avant de rejoindre le Conservatoire à rayonnement régional de Bordeaux. Il étudie deux ans en classe professionnelle d'art dramatique.
Éric Laugérias débute au théâtre à Bordeaux avec la Compagnie Dramatique d'Aquitaine dirigée par Raymond Paquet. De 1985 à 1988, il fait partie de la compagnie des Baladins en Agenais. Il travaille ensuite avec Jean Marais et Jérôme Savary. Il est le cocréateur (avec Daive Cohen) de la série Blague à part, diffusée à partir de septembre 1998 sur Canal+. Pendant dix ans, de 2001 à 2011, il est un sociétaire marquant de l'émission Les Grosses Têtes animée par Philippe Bouvard sur RTL. Aux côtés de Thierry Ardisson, il a créé et animé les émissions Ardimat et Autant en emporte le temps (France 2) puis il a collaboré avec Karl Zéro avec qui il a créé et animé Zérorama et Le Vrai Journal (Canal Plus). Il a assuré la direction d'écriture des fictions et sketches de l'émission. Toujours pour la télévision, il a assuré la coordination d'écriture pour la saison 2 de la série Tranches de vie diffusée sur Disney Channel jusqu'en 2009.
En 2008, il prête sa voix aux publicités télévisuelles et radiophoniques pour la marque Intermarché. Entre septembre 2008 et juin 2010, il est également, en compagnie d'Albert Algoud, le coauteur des textes de la chronique de Laurent Gerra diffusée tous les matins à 8 heures 50 sur RTL. En décembre 2007, il chante le rôle de Ménélas dans La Belle Hélène au théâtre du Capitole de Toulouse (mise en scène Jérôme Savary, direction Patrick Davin) aux côtés de Marie-Ange Todorovitch et Sébastien Droy.
En 2009, il joue Monsieur Brun, aux côtés de Jacques Weber, dans la Trilogie marseillaise de Marcel Pagnol, mise en scène par Francis Huster au théâtre Antoine. En septembre de la même année, il joue le rôle masculin principal de la pièce Goodbye Charlie de George Axelrod, mise en scène par Didier Caron aux côtés de Marie-Anne Chazel.
En 2010, il joue dans un épisode de la série Camping Paradis sur TF1, et dans un autre épisode en 2013.
En janvier 2011, il est le Gaston du Léon interprété par Francis Perrin dans Le Nombril de Jean Anouilh, mis en scène par Michel Fagadau à la Comédie des Champs-Élysées. En juin 2012, il crée la pièce Dis-moi oui ! de Louis-Michel Colla au théâtre de la Gaité-Montparnasse. Aux côtés de Jean-Pierre Foucault, il remplacera Cyril Hanouna, mis à pied en juin 2011, et remplacé pendant un mois par Christophe Dechavanne, à la présentation de l'émission La Bonne Touche sur RTL à compter du 28 août 2011. Dorénavant l'émission est programmée tous les samedis et tous les dimanches entre 11h30 et 12h30. En septembre 2011, il joue le rôle de l'oncle dans la mini série à succès Bref diffusée dans Le Grand Journal de Canal+. Il est également un des invités régulier du jeu Mot de passe sur France 2. En novembre 2011, il fait paraître 2012, tout un monde ! chez Michel Lafon. Un livre qui traite avec humour des nombreuses, soi-disant, prédictions qui annoncent la fin du monde le 21 décembre 2012.
En mai 2012, il rejoint la startup Inventive en tant que parrain et intègre son équipe d'experts, chargée de détecter, de transformer et de mettre en lumière les innovations de particuliers vendues aux entreprises et aux administrations publiques pour accélérer leur compétitivité.  
De 2012 à 2018 il a été la voix off des publicités pour la marque Intermarché. 
En juin 2012, RTL met fin au duo Laugérias/Foucault et met aussi fin à 11 ans de collaboration avec Éric Laugérias qui publie ce message sur son compte Twitter. Il y aura un début de polémique et quelques échos dans la presse (Morandini, Newsmédia, Puremédias, Ozap, etc.), le tout résumé dans cet article de Télé-Loisirs.
Il rejoint l'équipe de Laurent Ruquier comme chroniqueur pour la première fois le 27 juin 2013 sur Europe 1 dans l'émission On va s'gêner. En 2013, durant trois mois (octobre-décembre), il sera un des chroniqueurs permanents de l'émission Jusqu'ici tout va bien ! animée par Sophia Aram sur France 2. On va s'gêner se termine en juin 2014.
En septembre 2014, il joue au théâtre de la Porte-Saint-Martin dans la pièce Nelson mise en scène par Olivier Macé et Jean-Pierre Dravel aux côtés de Chantal Ladesou, Thierry Samitier et Armelle. Il est d'ailleurs nommé aux Molières dans la catégorie meilleur second rôle. 
Il a créé en 2019, au cours du Festival d'Avignon, au théâtre du Chien qui fume, le spectacle "REGGIANI par Laugérias" spectacle de chansons et de textes qui est un hommage à la carrière de Serge Reggiani. Ce spectacle a été co-conçu et co-mis-en-scène par Judith d'Aleazzo. Il était accompagné au piano par Simon Fache. Il reprend ce spectacle durant le festival d'Avignon 2022 au Théâtre des Gémeaux.  
En 2023 il met en scène la pièce "Ave César !" au Théâtre Rive-Gauche, une pièce de Michele RIML dont il a co-écrit l'adaptation française. La pièce est jouée par Frédéric Bouraly et Christelle Reboul.   
Il rejoint l'équipe de Laurent Ruquier comme chroniqueur « invité » le 15 mars 2018 sur RTL dans l'émission Les Grosses Têtes et redevient sociétaire de l'émission.
Depuis 2018, il participe régulièrement au jeu Tout le monde a son mot à dire animé par Olivier Minne et Sidonie Bonnec sur France 2.

### Vie privée
Éric Laugérias est marié et a deux fils nés en 1995 et 1999.

## Théâtre (sélection)

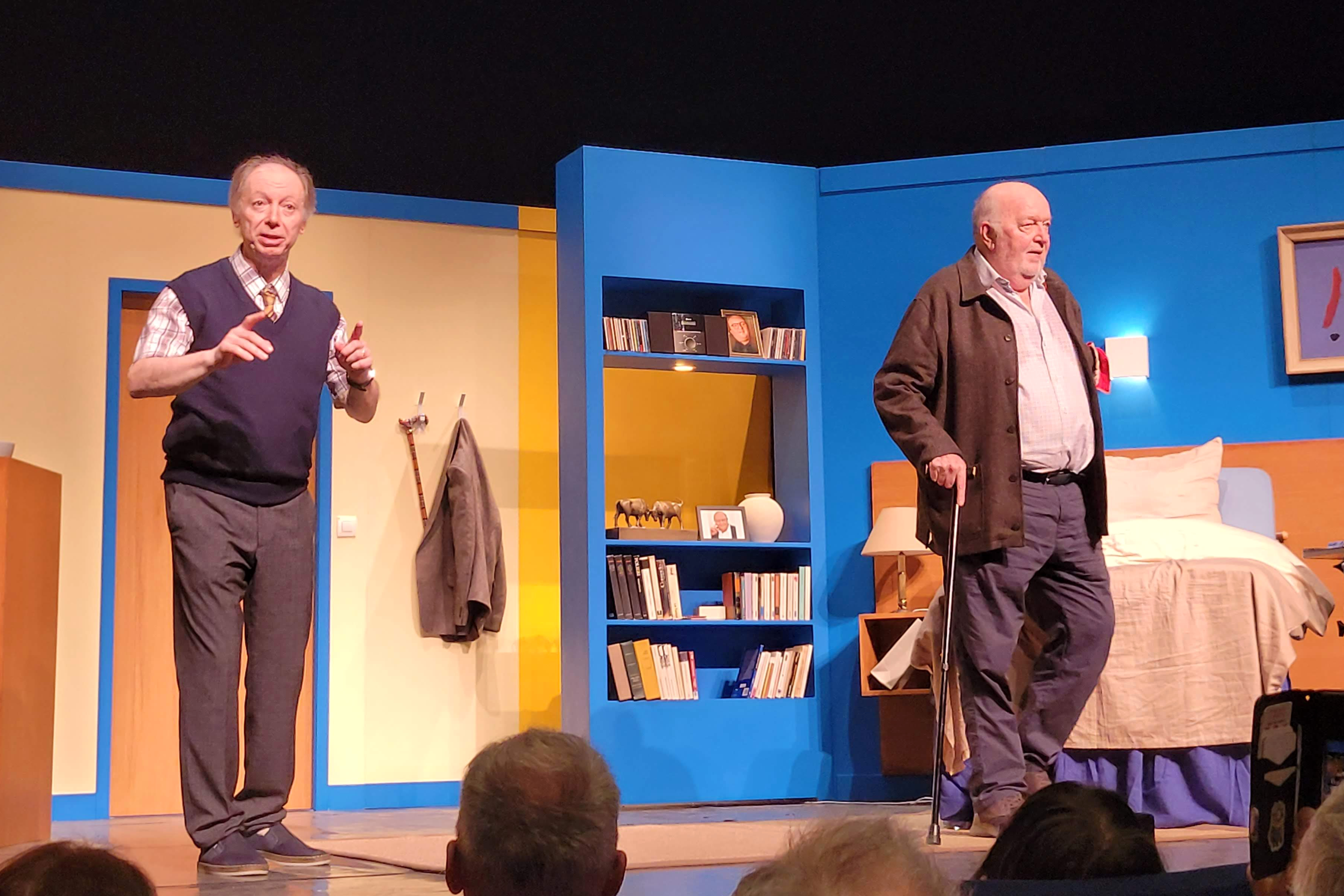
Philippe Chevallier et Bernard Mabille dans Le Cake aux olives au théâtre de Longjumeau (Essonne).

- 1983 : Le Voyage de Monsieur Perrichon, d'Eugène Labiche, mise en scène Raymond Paquet
- 1984 : Le Malade imaginaire de Molière, mise en scène Raymond Paquet
- Embrassons-nous Folleville d'Eugène Labiche, mise en scène Roger Louret
- L'Avare de Molière, mise en scène Roger Louret
- La guerre de Troie n'aura pas lieu de Jean Giraudoux, mise en scène Marianne Valéry
- Les Fourberies de Scapin de Molière, mise en scène F. Roy
- Les Diablogues de Roland Dubillard, mise en scène Nicolas Briançon
- Léonie est en avance de Georges Feydeau, mise en scène Catherine Depont
- 1988 : Bacchus de Jean Cocteau, mise en scène Jean Marais, théâtre des Bouffes-Parisiens
- 1989 : La Machine infernale de Jean Cocteau, mise en scène Jean Marais, espace Cardin
- 1990 : La Cuisse du steward de et mise en scène Jean-Michel Ribes, théâtre de la Renaissance
- 1991 : La Fausse Suivante de Marivaux, mise en scène Jean-Laurent Cochet
- 1992 : Les Rustres de Goldoni, mise en scène Jérôme Savary, théâtre national de Chaillot
- 1994 : Pierre Dac, mon maître, d'après Pierre Dac, mise en scène Jérôme Savary, théâtre national de Chaillot
- 1995 : Le Faiseur de Balzac, mise en scène Françoise Petit
- 2001 : Inconnu à cette adresse de Kressmann Taylor, mise en scène de Françoise Petit, Pépinière-Opéra, Paris
- 2006 : Romance de David Mamet, mise en scène Pierre Laville, théâtre Tristan-Bernard
- 2007 : La Belle Hélène d'Offenbach, mise en scène Jérôme Savary Capitole de Toulouse, Ménélas
- 2009 : Trilogie marseillaise César, Fanny, Marius d'après Marcel Pagnol, adaptation et mise en scène Francis Huster, théâtre Antoine
- 2009 : Goodbye Charlie de George Axelrod, mise en scène Didier Caron, théâtre de la Michodière
- 2011 : Le Nombril de Jean Anouilh, mise en scène Michel Fagadau, comédie des Champs-Élysées
- 2012 : Dis-moi oui ! de Louis-Michel Colla, mise en scène Étienne de Balasy, théâtre de la Gaîté-Montparnasse
- 2013 : Dis-moi oui ! de Louis-Michel Colla, mise en scène Éric Laugérias, théâtre des Mathurins
- 2014 : On n'arrête pas la connerie, spectacle autour de Jean Yanne, mise en scène Jean-François Vinciguerra, Petit Montparnasse
- 2014 : Nelson de Jean-Robert Charrier, mise en scène Olivier Macé et Jean-Pierre Dravel, théâtre de la Porte-Saint-Martin
- 2015 : La Folle évasion de Vincent Varinier et Angélique Thomas, mise en scène Éric Metayer, théâtre de la Gaîté-Montparnasse
- 2016 : Eurêka! de Jean-Paul Bathany, mise en scène Jean-Philippe Daguerre, théâtre des Variétés
- 2017 : La Passation de Christophe Mory, mise en scène Alain Sachs, théâtre Les Feux de la rampe, Paris
- 2017 : Un monde merveilleux de Didier Caron et Éric Laborie, mise en scène Éric  Laugérias, Le Splendid (mise en scène uniquement)
- 2017 : Faisons un rêve de Sacha Guitry, mise en scène Nicolas Briançon, Festival d'Anjou puis théâtre de la Madeleine
- 2019 : N'écoutez pas, mesdames ! de Sacha Guitry, mise en scène Nicolas Briançon, Théâtre de la Michodière
- 2020-2021 : N'écoutez pas, mesdames ! de Sacha Guitry, mise en scène Nicolas Briançon, tournée
- 2021 : 25 de Romain Bouillaguet, mise en scène Romain Bouillaguet, Théâtre de la Reine Blanche
- 2022 : Sans dessus de sous de Didier Caron, mise en scène Anthony Marty, tournée
- 2022 : Kaktus de Renata Litvinova, mise en scène Renata Litvinova, création Théâtre Vaba Lava. Tallinn
- 2023 : Ave César ! de Michele Riml, mise en scène Eric Laugérias, création Théâtre Rive Gauche
- 2023 : L'effet miroir de Léonore Confino, mise en scène Julien Boisselier, Théâtre de l'Œuvre
- 2024 : Le Cake aux olives, pièce de Jérôme de Verdière, avec Philippe Chevallier et Bernard Mabille.
- 2024 : Un grand cri d'amour, pièce de Josiane Balasko, avec Catherine Marchal et Alexandre Brasseur.

## Filmographie

### Cinéma
- 1993 : Taxi de nuit de Serge Leroy
- 1994 : Capitaine X de Jan Kounen: Tonio
- 1996 : Passage à l'acte de Francis Girod
- 1999 : Le Double de ma moitié d'Yves Amoureux : Pascal
- 1999 : L'Homme de ma vie de Stéphane Kurc : Alceste
- 2000 : Nos jolies colonies de vacances de Stéphane Kurc : Fred
- 2001 : Voyage à Ouaga de Camille Mouyeké : Lionel
- 2002 : Un monde presque paisible de Michel Deville : Charles
- 2003 : La Beuze de François Desagnat : le commentateur des images d'archives (voix)
- 2005 : Un vrai bonheur de Didier Caron : José
- 2005 : Travaux, on sait quand ça commence... de Brigitte Roüan : le directeur du centre commercial
- 2007 : Vilaine de Jean-Patrick Benes : le policier
- 2007 : J'veux pas que tu t'en ailles de Bernard Jeanjean : Marc
- 2008 : Faubourg 36 de Christophe Barratier : le comique marseillais
- 2009 : Complices de Frédéric Mermoud : Yves Cagan
- 2011 : Je m'appelle Bernadette de Jean Sagols : Deschamps
- 2011 : De force de Frank Henry : le rabouin
- 2013 : Les Reines du ring : un client
- 2020 : Mon cousin de Jan Kounen : Jean Dellac
- 2021 : Les Gagnants de Laurent Junca et Azedine Bendjilali (Az): Claude

### Télévision
- 1992 : Les Cinq Dernières Minutes (1 épisode)
- 1995 : François Kléber (1 épisode)
- 1997 : Mira la magnifique d'Agnès Delarive
- 1997 : L'Amour à l'ombre de Philippe Venault
- 1997 : Capitaine au long cours de Bianca Conti Rossini
- 1998-2001 : Blague à part de Daive Cohen et Éric Laugérias : Nicolas Dumont
- 1998 : Marseille de Didier Albert : Francis Benhaïm
- 1999 : Les Cordier, juge et flic (1 épisode)
- 1999 : Les Bœuf-carottes (1 épisode)
- 2001 : Roger et Fred de Joyce Bunuel : Philipini
- 2002 : Maigret (1 épisode)
- 2004 : Le Pays des enfants perdus de Francis Girod : l'instituteur
- 2005 : Ma meilleure amie d'Élisabeth Rappeneau : Patrick
- 2005 : Capitaines des ténèbres de Serge Moati : Bouthel
- 2007 : Confidences de Laurent Dussaux : monseigneur Vilazzi
- 2008 : Villa Jasmin de Serge Moati : Raoul Rochas
- 2008 : Mitterrand à Vichy de Serge Moati : Jacques Favre de Thierens
- 2010 : C'est toi, c'est tout de Jacques Santamaria : Vincent
- 2010 : Camping Paradis (saison 2, épisode 2 + 1 épisode en 2013) : Thierry Martin
- 2011 : Bref. de Kyan Khojandi : l'oncle
- 2012 : Lili David de Christophe Barraud (coscénariste et comédien) : Kotninsky
- 2014 : Section de recherches, épisode 4 saison 8 Barbe Bleue : Fabrice Lefèvre
- 2014 : Le Sang de la vigne (1 épisode)
- 2014 : La Clef des champs de Bertrand Van Effenterre : Manu
- 2014 : Détectives de Jean-Marc Rudnicki
- 2015 : Jaune Iris de Didier Bivel
- 2015 : À votre service de Florian Hessique : le père de Paul
- 2018 : La Fabuleuse Madame Maisel d'Amy Sherman Palladino : Thierry
- 2020 : Joséphine, ange gardien, épisode Mon fils de la Lune : Max
- 2025 : Bref.2 de Kyan Khojandi et Bruno Muschio : l'oncle

## Émissions de télévision
- 2018 : Les Grosses Têtes
- depuis 2018 : Tout le monde a son mot à dire

## Publication
- Tout ce que vous pensez de la télé sans oser le dire dans les dîners, écrit avec Supernana - Éditions Belfond  (ISBN 2-714431-67-4).

## Distinction
- Molières 2015 : nomination au Molière du comédien dans un second rôle pour Nelson.